# Патрушев, Николай Платонович
Никола́й Плато́нович Па́трушев (род. 11 июля 1951, Ленинград, СССР) — российский государственный деятель. Помощник президента Российской Федерации с 14 мая 2024 года. Председатель Морской коллегии Российской Федерации с 13 августа 2024 года.
Секретарь Совета безопасности Российской Федерации (12 мая 2008 — 12 мая 2024). Директор ФСБ России (1999—2008). Генерал армии (2001). Герой Российской Федерации (2000).
Председатель наблюдательного совета Всероссийской федерации волейбола. Президент Всероссийской федерации волейбола (2004—2009).
С 2018 года находится под персональными санкциями. С 24 февраля 2022 года из-за вторжения России на Украину находится под повторными персональными санкциями США, а также санкциями всех стран Евросоюза, Великобритании, Японии и других государств.
Придерживается конспирологических взглядов в отношении внешней политики стран Запада, неоднократно цитировал фейковые цитаты западных публичных лиц (Джордж Сорос, Мадлен Олбрайт, Кондолиза Райс и др.) как доказательства враждебного отношения стран Запада к России.

## Биография
Родился в семье военного моряка. Отец — Платон Игнатьевич Патрушев (1918—1995), из крестьян. Служащий. В ВМФ с 1938 года. Член ВКП(б) с ноября 1939 года. Участник Великой Отечественной войны: член экипажа эсминца «Грозящий» Балтийского флота, парторг экипажа и заместитель командира эсминца "Деятельный" по политической части. Награждён медалями «За оборону Ленинграда», «За победу над Германией в Великой Отечественной войне 1941—1945 гг.», орденами Красной Звезды и Отечественной войны 1-й степени, Отечественной войны 2-й степени. В запас вышел капитаном 1 ранга.
Мать — Антонина Николаевна, по образованию химик; была медсестрой в советско-финскую войну и в Ленинградскую блокаду, после войны работала в строительной организации. Дед, Игнатий Патрушев, был родом из деревни Подомо Вилегодского района Архангельской области, где и похоронен.
Учился в средней школе № 211 в одном классе с будущим председателем Высшего совета партии «Единая Россия» Борисом Грызловым. В 1974 году окончил Приборостроительный факультет Ленинградского кораблестроительного института, после чего работал инженером в институтском конструкторском бюро. В 1974—1975 годах — слушатель высших курсов КГБ при СМ СССР в Минске.
С 1975 года — в контрразведывательном подразделении управления КГБ СССР по Ленинградской области: младший оперуполномоченный, начальник горотделения, заместитель начальника райотдела, начальник службы по борьбе с контрабандой и коррупцией. Окончил годичные курсы повышения квалификации при Высшей школе КГБ СССР.
С июня 1992 года до 1994 года — министр безопасности Республики Карелия, начальник управления Федеральной службы контрразведки Российской Федерации по Карелии. В 1994—1998 годах — начальник Управления собственной безопасности ФСБ России, заместитель руководителя департамента — начальника организационно-инспекторского управления Департамента по организационно-кадровой работе ФСБ России.
С 31 мая 1998 года — начальник Главного контрольного управления (ГКУ) Администрации Президента Российской Федерации. С 11 августа 1998 года до 6 октября 1998 — заместитель руководителя Администрации Президента — начальник ГКУ. Сменил на должности начальника ГКУ Владимира Путина, назначенного первым заместителем руководителя Администрации.
С 6 октября 1998 года до 1999 года — заместитель директора ФСБ России, начальник Департамента экономической безопасности (на прежней должности был ближе к Кремлю и имел более широкие возможности).
С 29 января 1999 года — член Межведомственной комиссии по предупреждению и ликвидации чрезвычайных ситуаций.
С 16 апреля 1999 года — первый заместитель директора ФСБ России. С 9 августа 1999 года — исполняющий обязанности директора ФСБ России. С 16 августа 1999 по 12 мая 2008 года — директор ФСБ России. 30 сентября 1999 года избран председателем Совета руководителей органов безопасности и спецслужб (СОРБ) государств — участников СНГ (до мая 2008). В феврале 2006 — мае 2008 года по должности — глава Национального антитеррористического комитета России.
С 14 ноября 1999 года по 25 апреля 2001 года являлся членом комиссии при Президенте Российской Федерации по противодействию политическому экстремизму в Российской Федерации.
С 15 ноября 1999 года — постоянный член Совета безопасности Российской Федерации.
С 20 ноября 1999 года по должности — заместитель председателя Федеральной антитеррористической комиссии.
С января 2001 года по август 2003 года — руководитель Оперативного штаба по управлению контртеррористическими операциями на территории Северо-Кавказского региона. 28 августа 2003 года официально передал полномочия по руководству контртеррористической операцией на Северном Кавказе министру внутренних дел России Борису Грызлову.
В марте 2001 года назначен руководителем оперативной группы по усилению общественной безопасности, защите населения от терроризма в Ставропольском крае и Карачаево-Черкесской Республике и оказанию неотложной помощи гражданам, пострадавшим от террористических актов.
20 октября 2003 года был включён в состав Морской коллегии при правительстве России.
В марте 2007 года был утверждён членом Комиссии по вопросам военно-технического сотрудничества Российской Федерации с иностранными государствами.
26 сентября 2007 года был назначен членом Совета при Президенте Российской Федерации по развитию физической культуры и спорта, спорта высших достижений, подготовке и проведению XXII зимних Олимпийских игр и XI зимних Паралимпийских игр 2014 года в городе Сочи.
12 мая 2008 года назначен на должность Секретаря Совета безопасности Российской Федерации. Переназначен на эту должность указом Президента России от 22 июня 2018 года.
Доктор юридических наук. Награждён Почётной грамотой Правительства РФ (2001). Лауреат государственной премии РФ имени маршала Г. К. Жукова 2009 года за разработку в составе коллектива учебного пособия «Основы специальной подготовки сотрудников органов федеральной службы безопасности, командируемых в зону проведения контртеррористических операций на территории Северного Кавказа», вносящего значительный вклад в укрепление обороноспособности государства.
7 января 2007 года вместе с Артуром Чилингаровым и рядом других лиц посетил Антарктиду и Южный полюс на вертолётах. Является председателем наблюдательного совета Всероссийской федерации волейбола.
В 2006 году назывался политическими комментаторами как один из возможных преемников Путина на должность президента.
В 2013 году Николай Патрушев как секретарь Совета безопасности РФ был назначен руководителем государственной комиссии по подготовке к празднованию 100-летия образования Республики Карелия в 2020 году.
12 мая 2024 года освобождён от должности секретаря Совета безопасности Российской Федерации Указом президента России Владимира Путина в связи с переходом на другую работу.
14 мая 2024 года назначен помощником президента России Владимира Путина. В этой должности курирует кораблестроение.
11 июня 2024 года исключён из состава Военно-промышленной комиссии Российской Федерации, но остался постоянным членом Совета безопасности Российской Федерации.
13 августа 2024 года Владимир Путин указом образовал Морскую коллегию и назначил Н. Патрушева её председателем.

## Взгляды
В интервью неоднократно делился своими взглядами, декларируя различные теории заговоров: что теракты в США 11 сентября 2001 года «организовало ЦРУ», о Соросе, теневом правительстве, «Золотом миллиарде», искусственном создании коронавируса, заявлял о запрете русского языка на Украине и о том, что в нападении России на Украину виноваты США, при этом за месяц до российского вторжения называл сообщения о том, что Россия угрожает Украине, «полной нелепостью».
В 2015 году заявил, что США «очень хотели бы, чтобы России не было вообще». При этом в качестве доказательства привёл несуществующее «высказывание экс-госсекретаря США Мадлен Олбрайт, что России не принадлежит ни Дальний Восток, ни Сибирь». Ранее это «высказывание» с форумов о теориях заговора было растиражировано генерал-майором ФСО Борисом Ратниковым, утверждавшим в интервью «Российской газете» в 2006 году, что он провёл «сеанс подключения к подсознанию госсекретаря Олбрайт» и обнаружил там «патологическую ненависть к славянам».
В апреле 2024 года Патрушев заявил, что НАТО де-факто является стороной украинского конфликта. Он обвинил альянс в активном участии в организации обстрелов территории РФ, поставках новых вооружений, подготовке наёмников и диверсантов для участия в антироссийских операциях и наращивании военного потенциала на границах России. Он заявил, что стратегической целью стран коллективного Запада является ослабление России, которая рассматривается ими как экономический и политический конкурент.

## Санкции
6 апреля 2018 года включён в санкционный «Кремлёвский список» США в числе 17 чиновников и 7 бизнесменов из России, приближённых к В. Путину.
В феврале 2022 года, после вторжения России на Украину, США ввели новые санкции против Патрушева и его сыновей, включив их в санкционный список против «элит, приближённых к Путину», отмечая, что лица из данного санкционного списка «продолжают использовать свою близость к президенту России для разграбления российского государства, обогащения себя и возвышения членов своих семей до самых высоких постов во власти за счёт российского народа».
14 марта 2023 года внесён в санкционный список всех стран Евросоюза:

В качестве члена Совета Безопасности, который дает консультации и координирует вопросы национальной безопасности, он участвовал в формировании политики российского правительства, угрожающей территориальной целостности, суверенитету и независимости Украины. Публично поддерживал независимость Донецка и Луганска. Патрушев является одним из ведущих сторонников войны России против Украины, публично оправдывает вторжение и пропагандирует её цели.— «Официальный журнал Европейского союза», Брюссель, 14 марта 2023 года
По аналогичным основаниям, с 24 марта 2022 года находится под санкциями Великобритании, с 25 марта — под санкциями Японии, а также под санкциями Канады, Австралии, Украины, Швейцарии и Новой Зеландии.

## Семья
Жена — Елена Николаевна Патрушева (род. 1955) — работала врачом ультразвуковой диагностики, была сотрудником Внешэкономбанка. В 1993 году она, вместе с Борисом Грызловым и другими одноклассниками и сослуживцами супруга, стала учредителем ТОО «Борг», специализировавшегося на экспорте металлолома.
- Старший сын Дмитрий — заместитель председателя правительства Российской Федерации с 14 мая 2024 года. Работал вице-президентом банка ВТБ[60][61]. В мае 2012 года в возрасте 34 лет был назначен на пост председателя правления 4-го по величине банка России Россельхозбанка[62][63], входит в совет директоров ПАО «Газпром»[64]. 26 октября 2016 года указом президента РФ № 572 Дмитрий Патрушев «за большой вклад в организацию кредитного обеспечения агропромышленного комплекса» награждён орденом Почёта[65]. В 2018—2024 годах возглавлял Министерство сельского хозяйства РФ.
- Младший сын Андрей в июле 2003 года окончил Академию ФСБ России, работал в ФСБ России в так называемом «промышленном» отделе, а в сентябре 2006 года назначен советником директора «Роснефти» Игоря Сечина[66]. Через семь месяцев, в апреле 2007 года, указом президента Путина он был награждён орденом Почёта «за многолетнюю добросовестную работу». В настоящее время входит в состав Правления ПАО «Газпром нефть»[67].

## Награды
Государственные награды
- Герой Российской Федерации (присвоено закрытым Указом Президента РФ от 15 марта 2000 года (по другим данным — от 14 января 2002 года))[29][68]
- Орден Святого Георгия IV степени[69]
- Орден «За заслуги перед Отечеством» I степени (11 июля 2006)[29][70]
- Орден «За заслуги перед Отечеством» II степени (30 декабря 2002)[29]
- Орден «За заслуги перед Отечеством» III степени (1 августа 2005)[29]
- Орден «За заслуги перед Отечеством» IV степени[29]
- Орден Александра Невского
- Орден Мужества[29]
- Орден «За военные заслуги»[29]
- Орден «За морские заслуги» (2002)
- Орден Почёта (2011)
- Медали, в том числе медаль Ушакова[68]
- Лауреат Государственной премии Российской Федерации в области науки и техники
- Лауреат Премии правительства Российской Федерации в области науки и техники
- Лауреат Государственной премии Российской Федерации имени Маршала Советского Союза Г. К. Жукова в области военной науки (2009)[71]
- Заслуженный сотрудник органов безопасности Российской Федерации[72].

Правительственные награды
- Почётная грамота правительства Российской Федерации (11 июля 2001) — за заслуги перед  государством и многолетний добросовестный труд[73];

Иностранные награды
- Орден Богдана Хмельницкого III степени (Украина, 23 мая 2001) — за весомый вклад в развитие сотрудничества между Федеральной службой безопасности Российской Федерации и Службой безопасности Украины в борьбе с международным терроризмом, организованной преступностью и наркобизнесом[74] (при этом законом «О государственных наградах Украины» и уставом ордена предусмотрено награждение орденом Богдана Хмельницкого исключительно граждан Украины за особые заслуги в защите государственного суверенитета, территориальной целостности, укреплении обороноспособности и безопасности Украины[75][76])
- Орден Почёта (Беларусь, 11 июля 2001) — за большие заслуги в обеспечении безопасности Союзного государства, личный вклад в развитие взаимодействия органов государственной безопасности Республики Беларусь и Российской Федерации[77]
- Орден Боевого креста I степени (Армения, 2003)[78]
- Орден Дружбы (Вьетнам, 1 декабря 2021)[79].
- Орден «Союза Бирмы» («Маха Тарэй Ситу») III степени (Мьянма, 4 декабря 2023)[80].

Награды субъектов России
- Медаль «За заслуги перед Ставропольским краем» (Ставропольский край, июнь 2003)[81]
- Почётный гражданин Республики Карелия (5 июня 2006)[82]
- Орден имени Ахмата Кадырова (19 марта 2014, Чечня) — за деятельность по обеспечению государственной безопасности и территориальной целостности Российской Федерации[83][84]
- Орден «Сампо» (8 июня 2020, Республика Карелия) — за особо выдающиеся заслуги перед Республикой Карелия и её жителями, большой вклад в социально-экономическое развитие республики и активную работу в составе Государственной комиссии по подготовке к празднованию 100-летия образования Республики Карелия[85]
- Медаль «Памяти Ахмат-Хаджи Кадырова, первого Президента Чеченской Республики» (15 марта 2022, Чечня) — за заслуги в деле защиты интересов Отечества, значительный вклад в обеспечение национальной безопасности Российской Федерации[86]

Награды СНГ и ОДКБ
- Орден «Содружество» (14 ноября 2003, Совет Межпарламентской Ассамблеи государств — участников Содружества Независимых Государств) — за активное участие в деятельности Межпарламентской Ассамблеи и её органов, вклад в укрепление дружбы между народами государств — участников Содружества[87]
- Почётная грамота Совета коллективной безопасности Организации Договора о коллективной безопасности (20 декабря 2011) — за активную и плодотворную работу по развитию и углублению военно-политического сотрудничества в рамках Организации Договора о коллективной безопасности[88].

Церковные награды
- Орден святого благоверного великого князя Димитрия Донского I степени (РПЦ, 2005)[89]